# 夜度縣
夜度縣，是明代交阯承宣布政使司新平府南靈州下轄的一個縣。治所約在今越南廣治省從邊海河至石桿江的由靈縣地區。

## 沿革
- 漢日南郡之地，占城為麻令州。
- 明永樂五年六月癸未（1407年7月5日）置，屬新平府南靈州[3][4][5][6][7][8]。
- 永樂十三年八月二十三日丁亥（1415年9月25日），以南靈州夜度縣入左平縣[9]。